# 베이위안루베이역
베이위안루베이역(중국어: 北苑路北站)은 중국 베이징시 차오양구 라이광잉 지구와 아오윈춘 가도 접경의 베이위안로·푸린 동가의 교차로에 위치한 베이징 지하철 5호선의 역이다. 역의 색조는 흰색이다.

## 위치
이 역은 베이위안로(北苑路) 북쪽에 위치해 있어 이름이 붙여졌다. 본 역과 수직으로 만나는 푸린 동가(拂林东街)는 2021년 3월에야 명명되었고, 길이는 150m에 불과해 본 역의 개장당시 수직으로 교차하는 도로의 명칭을 딸 수 없었다.

## 출구
이 역은 4개의 출구가 있다.: A1, A2(서), B1, B2(동).
|                            |                    |                                |      |             |
| 출구번호                   | 지시               | 인근 목적지                    | 사진 | 무장애 시설 |
| 出口 · A · 1               | 베이위안로(北苑路) | 푸린원, 베이천 녹색가원        |      | 빈칸        |
| 出口 · A · 2               | 베이위안로(北苑路) | Shangpin+ (올림픽 선수촌 매장) |      | 빈칸        |
| 出口 · B · 1               | 베이위안로(北苑路) | 입장 전용                      |      | 빈칸        |
| 出口 · B · 2               | 베이위안로(北苑路) |                                |      |             |
| 아이콘 설명: 휠체어 리프트 |                    |                                |      |             |

## 역 구조
이 역은 고가역으로 상대식 승강장으로 설계되었다.
| 3층 승강장 | 상대식 승강장, 오른쪽 출입문이 열림 | 상대식 승강장, 오른쪽 출입문이 열림     |
| 3층 승강장 | ←                                   | ■ 5호선 텐퉁위안베이 방면(리수이차오난) |
| 3층 승강장 | →                                   | ■ 5호선 쑹자좡 방면(다툰루둥)           |
| 3층 승강장 | 상대식 승강장, 오른쪽 출입문이 열림 |                                         |
| 2층        | 대합실                              | 고객 센터, 개집표기                     |
| 지면층     | 출구                                | A-B출구                                 |